# جی‌ام‌دی جی‌ام‌دی‌اچ-۳
جی‌ام‌دی جی‌ام‌دی‌اچ-۳ (انگلیسی: GMD GMDH-۳) لوکوموتیو دیزلی-هیدرولیکی ساخت شرکت جنرال موتورز دیزل است.
این لوکوموتیو که در ژانویه ۱۹۶۰ تولید شده‌است دارای ۲۷۵ اسب بخار توان خروجی و ۳۴٬۰۰۰ کیلوگرم وزن بوده‌است.